# MPI Enterprise
MPI Enterprise (Victoria Mathias) — судно для встановлення вітрових турбін, споруджене для RWE Innogy та викуплене в 2015-му британською компанією MPI Offshore. Однотипне з Friedrich Ernestine.

## Характеристики
Замовлення на судно (тоді ще воно називалось Victoria Mathias) виконала у 2011 році верф Daewoo Shipbuilding&Marine Engineering (м. Кодже, Південна Корея). За своїм архітектурно-конструктивним типом воно відноситься до самопідіймальних (jack-up) та має чотири опори із максимальною довжиною нижче корпусу 53 метри. Це дозволяє оперувати в районах з глибинами до 45 метрів.
Для виконання основних завдань MPI Enterprise обладнане краном вантажопідйомністю 1000 тонн. Його робоча палуба має площу 2850 м2 та розрахована на розміщення до 4500 тонн вантажу з максимальним навантаженням 15 тонн/м2.
Пересування до місця виконання робіт здійснюється самостійно із максимальною швидкістю до 7,5 вузла, а точність встановлення забезпечується системою динамічного позиціювання DP2.
На борту наявні каюти для 60 осіб. Доставка персоналу та вантажів може здійснюватись з використанням гелікоптерного майданчика судна, який має діаметр 16,7 метра та розрахований на прийом машин вагою до 6,4 тонни.
MPI Enterprise здатне виконувати завдання протягом 21 доби.

## Завдання судна
З 2012 по 2014 роки Victoria Mathias виконало комплекс робіт на ВЕС Нордзе-Ост (німецький сектор Північного моря на північ від острова Гельголанд). Спершу воно споруджувало фундаменти, опускаючи на дно ґратчасті опорні основи висотою 50 метрів та вагою 550 тонн та закріплюючи кожну чотирма палями. За один рейс судно брало з берегової бази у Бремергафені по два комплекти фундаментів. Слідом Victoria Mathias розпочало монтаж вітрових агрегатів, під час якого йому на допомогу прийшло однотипне Friedrich Ernestine, котре кріпило лопаті до раніше встановленої гондоли. Крім того, судно закріпило палями опорну основу офшорної трасформаторної підстанції, яку опустив на дно плавучий кран Rambiz.
З травня по грудень 2016-го, вже під назвою MPI Enterprise, судно працювало на ВЕС Нордергрюнде (Північне море неподалік острова Вангероге, на виході з естуарію Везера), де спочатку спорудило монопальні фундаменти, а потім змонтувало 18 вітрових агрегатів.
У березні 2017-го судно розпочало на ВЕС Нордзе 1 (все так же німецький сектор Північного моря за 40 кілометрів на північ від острова Юст) монтаж турбін, доставляючи їх з порту Емсгафен.